# ویتسبورگ (کنتاکی)
ویتسبورگ (به انگلیسی: Whitesburg) شهری در ایالت کنتاکی کشور ایالات متحده آمریکا است که جمعیت آن در سرشماری سال ۲۰۱۰ میلادی، ۲٬۱۳۹ نفر بوده‌است.